# Macrocarsia meeki
Macrocarsia meeki là một loài bướm đêm trong họ Noctuidae.